# Antonieta Bourignon
Antoinette Bourignon de la Porte (Lille, Francia, 13 de enero de 1616 - Franeker, Países Bajos Españoles, 30 de octubre de 1680) fue una mística flamenca. Desde una temprana edad se encontraba bajo la influencia de la religión, que tuvo un giro místico en el transcurso del tiempo. Toda su obra está en el Índice de Libros Prohibidos de la Iglesia católica.

## Biografía
Antonieta Bourignon, perteneció a una rica familia católica, nació en Lille, Países Bajos Españoles, con una deformidad facial. Marchó de casa de sus padres después de recibir una propuesta para casarse, porque no estaba dispuesta a ello. Heredó una cantidad importante de dinero lo que le permitió crear una casa de acogida para chicas. Cuando una de las niñas murió, ella huyó a Gante y Malinas. Con un seguidor se mudó a Ámsterdam, donde publicó sus ideas y conoció a Jean de Labadie, Comenius y Anna Maria van Schurman. 
En 1671 ella heredó la isla Nordstrand, no muy lejos de Husum, donde se trasladó con unos pocos seguidores y fundó una comunidad. Creó una imprenta de prensa, creando una controversia literaria, llamándose a sí misma la nueva Eva hasta que su imprenta fue confiscada por el gobierno local. No era tolerada por el clero luterano y se trasladó a Frisia Oriental donde fundó un hospital. De camino a Ámsterdam, murió en Franeker, Frisia, el 30 de octubre de 1680, dejando un gran número de seguidores, que se fue reduciendo a lo largo del tiempo.
La Congregación para la Propagación de la Fe  del Santo Oficio para había recibido las cartas enviadas, por los Internuncios de Flandes y de Colonia, a la dirección personal del Cardenal Casanate, junto con el libro para ser examinado. En su veredicto, el Cardenal Casanate  menciona las proposiciones que son repugnantes para la ortodoxia católica, repletas de herejías.
A principios del siglo XVIII su influencia fue revivida en Escocia, lo suficiente como para provocar varias denuncias de sus doctrinas en los distintas asambleas generales presbiterianas de 1701, 1709 y 1710. Por lo que se desprende de sus escritos y documentos contemporáneos, fue una visionaria distinguida solo por su audacia y la persistencia de sus pretensiones. Sus escritos, que contienen una reseña de su vida y de sus visiones y opiniones, fueron recogidos por su discípulo, Pierre Poiret (19 vols, Ámsterdam, 1679-1686), quien también publicó su vida (2 vols, 1683). Toda su obra está en el Índice de Libros Prohibidos de la Iglesia católica.